# Minuskuł 788 (Gregory-Aland)
Minuskuł 788 (wedle numeracji Gregory—Aland), ε 1033 (von Soden) – rękopis Nowego Testamentu pisany minuskułą na pergaminie w języku greckim z XI wieku.

## Opis rękopisu
Kodeks zawiera tekst czterech Ewangelii, na 219 pergaminowych kartach (22 cm na 17 cm). Ma jedną lukę, z powodu utraconej karty (Jan 21,20-25).
Tekst pisany jest dwoma kolumnami na stronę, 26 linijek w kolumnie. Stosuje błędy itacyzmu oraz N efelkystikon.
Tekst Ewangelii dzielony jest według κεφαλαια (rozdziały) oraz według krótszych jednostek - Sekcji Ammoniusza. Sekcje Ammoniusza opatrzone zostały odniesieniami do Kanonów Euzebiusza. Przed każdą z ewangelii umieszczone zostały listy κεφαλαια (spis treści). Tekst ewangelii zawiera ponadto τιτλοι (tytuły).
Nomina sacra pisane są skrótami, ST-owe cytaty zostały oznakowane.
Tekst Jan 7,53-8,11 umieszczony został w Ewangelii Łukasza, za 21,38, tekst Mt 17,2b-3 (znaki czasu) został opuszczony, Łk 22,43-44 (krwawy pot Jezusa) umieszczony został za Mt 26,39.

## Tekst
Grecki tekst Ewangelii reprezentuje tekst cezarejski. Aland zaklasyfikował go do Kategorii III. Reprezentuje tekstualną rodzinę Ferrara.

## Historia
Paleograficznie datowany jest na wiek XI. Rękopis powstał w Kalabrii, skryba miał na imię Leo. Rękopis badał Kirsopp Lake.
Obecnie przechowywany jest w Greckiej Bibliotece Narodowej (Ms. 74) w Atenach.
Jest cytowany w naukowych wydaniach greckiego Novum Testamentum Nestle-Alanda.